# Mariano Peña
Mariano Peña García (Manzanilla, Huelva, España; 1 de febrero de 1960) es un actor de cine y televisión español, conocido mayormente por dar vida a Mauricio Colmenero, personaje de la serie Aída y por ser la voz del maestro Kame Sennin en Dragon Ball y del señor Wilson en Daniel el travieso.

## Trayectoria
En 1975, con 15 años, se marchó a Sevilla, donde estudió Arte Dramático y Bellas Artes al mismo tiempo, lo que le permitió hacer teatro desde muy joven, aunque también se ha desempeñado como actor de doblaje. Ha doblado a diversos personajes animados, como el maestro Kame Sennin en Dragon Ball (versión española de 1989), el mago Masopho en Dragon Quest: Las aventuras de Fly o al señor George Wilson en Daniel el travieso.
Hizo su debut en el cine con el corto La teoría del dinero (1991) y en 2002 con la película de Chiqui Carabante, Carlos contra el mundo. También destaca su participación en La luz prodigiosa (2003), Héctor (2004), Reinas (2004), Fuera de carta (2008) y No lo llames amor... llámalo X (2011).
En televisión ha participado en las series más exitosas de los últimos tiempos: Compañeros, Hospital Central y Los Serrano. En esta última encarnaba a un antiguo amigo de Diego (Antonio Resines) y Santi (Jesús Bonilla), El Rober. También participó en la serie de Canal Sur, Arrayán, como Lorenzo.
Donde más éxito ha alcanzado en cualquier caso es en la serie Aída por su papel de Mauricio Colmenero. Gracias a este papel alcanzó una gran popularidad, además de recibir en 2006 el premio de la Unión de Actores y Actrices, como Mejor actor secundario de televisión, y en 2012 el Premio Ondas.
Desde 2015 trabajó en la serie de Antena 3 Allí abajo, interpretando a Don Benito Benjumea hasta 2019. En 2018 participa en Pequeñas coincidencias en Prime Video junto con Marta Hazas.
En septiembre de 2023 se anuncia su fichaje por Ena, la nueva serie de La 1. En abril de 2024, Atresmedia anuncia que Mariano formará parte del reparto de la serie web Mariliendre, creada por Javier Ferreiro y producida por Javier Calvo y Javier Ambrossi.

## Trabajos

### Filmografía
Largometrajes
- Mi otro Jon de Paco Arango (2023)
- Fuga de cerebros 2 (2011)
- No lo llames amor... llámalo X  (2011)
- Águila Roja: la película (2011)
- Propios y extraños (2010)
- Fuga de cerebros (2009)
- Fuera de carta (2008)
- Carlitos y el campo de los sueños (2008)
- La noche de los girasoles (2006)
- Cabeza de perro (2006)
- Los mánagers (2006)
- El Calentito (2005)
- Playa del futuro (2005)
- Segundo asalto (2005)
- Reinas (2005)
- El contrato (2004)
- El séptimo día (2004)
- Héctor (2004)
- Torremolinos 73 (2003)
- Una pasión singular (2003)
- Al sur de Granada (2003)
- La luz prodigiosa (2003)
- Carlos contra el mundo (2003)

Cortometrajes
- Inmóvil (2011)
- El último adiós (2007)
- PieNegro (2006)
- Tocata y fuga (2006)
- El contrato (2005)
- 1939 (2003)
- La teoría del dinero (1991)

#### Como actor
| Año             | Título                              | Personaje                      | Cadena      | Datos         |
| --------------- | ----------------------------------- | ------------------------------ | ----------- | ------------- |
| 2001            | Manos a la obra                     |                                | Antena 3    | 1 episodio    |
| 2001            | Periodistas                         | Sr. Molina                     | Telecinco   | 1 episodio    |
| 2001-2002       | Arrayán                             | Lorenzo Santisteban            | Canal Sur   |               |
| 2001-2002       | Policías, en el corazón de la calle |                                | Antena 3    | 2 episodios   |
| 2001-2002       | Compañeros                          | Salvador                       | Antena 3    | 5 episodios   |
| 2002            | El comisario                        |                                | Telecinco   | 1 episodio    |
| 2002            | Padre coraje                        | Navarro                        | Antena 3    | 3 episodios   |
| 2003            | Hospital Central                    | Manuel                         | Telecinco   | 1 episodio    |
| 2003            | Un paso adelante                    | Eugenio Muñoz                  | Antena 3    | 2 episodios   |
| 2003            | El pantano                          | Director instituto             | Antena 3    | 1 episodio    |
| 2003-2005       | Los Serrano                         | Rober                          | Telecinco   | 10 episodios  |
| 2004            | Los 80                              | Carcasona                      | Telecinco   | 3 episodios   |
| 2005-2014       | Aída                                | Mauricio Colmenero Sánchez     | Telecinco   | 236 episodios |
| 2011-2014       | Aída                                | Eulalia Sánchez                | Telecinco   | 15 episodios  |
| 2015-2019       | Allí abajo                          | Benito Benjumea y dos Sicilias | Antena 3    | 62 episodios  |
| 2018            | BByC: Bodas, bautizos y comuniones  | Salvador Maqueda               | Telecinco   | 1 episodio    |
| 2018; 2020-2021 | Pequeñas coincidencias              | Joaquín Valdivia               | Prime Video | 30 episodios  |
| 2025            | Mariliendre                         | Manuel "Manolo" Román López    | Atresplayer | 6 episodios   |
| 2025            | Ena                                 | Miguel Primo de Rivera         | La 1        | ¿? episodios  |

Doblajes
- Daniel el travieso (doblando al señor Wilson) (1986-1988).
- El Libro de la Selva (doblando a Bagheera) (1989).
- Dragon Ball (doblando al maestro Muten Rōshi) (1989-presente).
- La brigada de los sepultureros (doblando a Lápida) (2000-2001) (miniserie).
- Juegos de amor y muerte (doblando al ladrón rubio) (1997).
- El jardín de las torturas (doblando a Fred) (1995).
- Caso seguro (doblando a Barman) (1994).

### Teatro
- Cuentos de Navidad adaptación de la novela de Charles Dickens (2019).
- Priscilla, reina del desierto (2014).
- La madre vigila tus sueños (2008).
- Los siete pecados capitales (2007).
- El rey de Algeciras (2002).
- Luces de bohemia (2000).
- Las troyanas (1999).
- La llanura (1997).
- Madre Caballo (1994).
- Los borrachos (1993).
- Cuentos de la Alhambra; adaptación de la novela de Washington Irving (1984).
- La hermosa hembra (1982).

## Premios

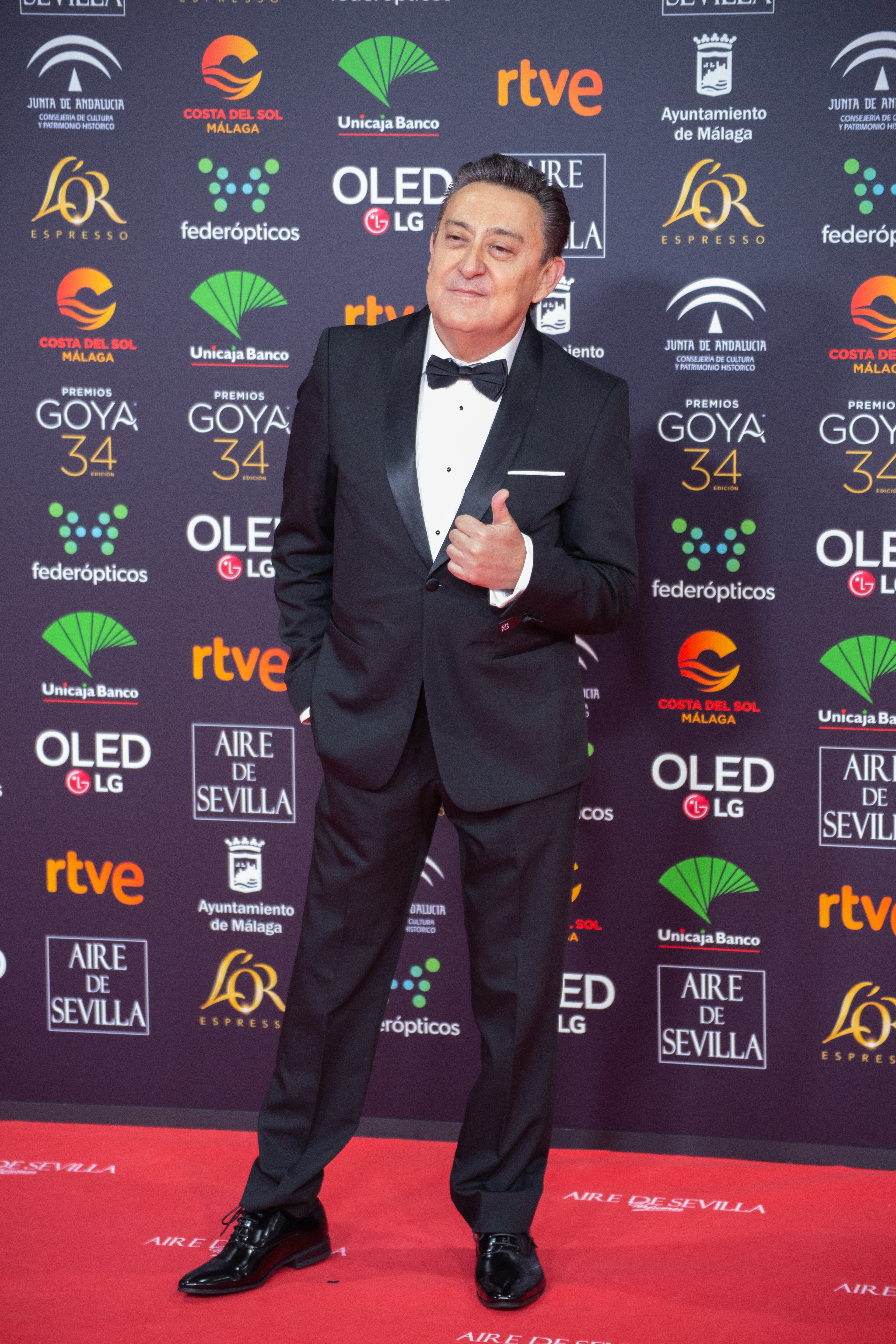
El actor en la alfombra roja de la ceremonia de entrega de los Premios Goya 2020, celebrados en Málaga.

Premios Ondas
| Año  | Categoría                                      | Serie | Resultado |
| ---- | ---------------------------------------------- | ----- | --------- |
| 2012 | Mejor intérprete masculino en ficción nacional | Aída  | Ganador   |

Premios Iris
| Año  | Categoría                      | Serie | Resultado |
| ---- | ------------------------------ | ----- | --------- |
| 2013 | Mejor interpretación masculina | Aída  | Nominado  |
| 2012 | Mejor interpretación masculina | Aída  | Nominado  |

Premios de la Unión de Actores y Actrices
| Año  | Categoría                            | Serie | Resultado |
| ---- | ------------------------------------ | ----- | --------- |
| 2006 | Mejor actor secundario de televisión | Aída  | Ganador   |

Festival de Televisión de Montecarlo
| Año  | Categoría              | Serie | Resultado |
| ---- | ---------------------- | ----- | --------- |
| 2008 | Mejor actor de comedia | Aída  | Nominado  |

Otros reconocimientos
- 2013 - Premio del Ateneo de su localidad natal, Manzanilla.[8]
- 2012 - Hijo Predilecto de Manzanilla.[9]
- 2012 - Medalla de Huelva a la Cultura.[10]
- 2011 - Distinción de la Junta de Andalucía "por su trayectoria profesional y su vinculación con la provincia onubense".[11]
- 2011 - Premio Especial del Jurado: Onubense del Año del periódico Huelva Información en la gala 21 onubenses del año.[12]
- 2010 - Premio a la Promoción Turística del Ayuntamiento de Punta Umbría por "haber demostrado sobradamente su interés por dejar muy alto el nombre de nuestro pueblo".[13]
- 2009 - Premio ASFAAN (Asociación de Festivales Audiovisuales de Andalucía) en reconocimiento a su trayectoria profesional.[14]